# Universidad Duquesne

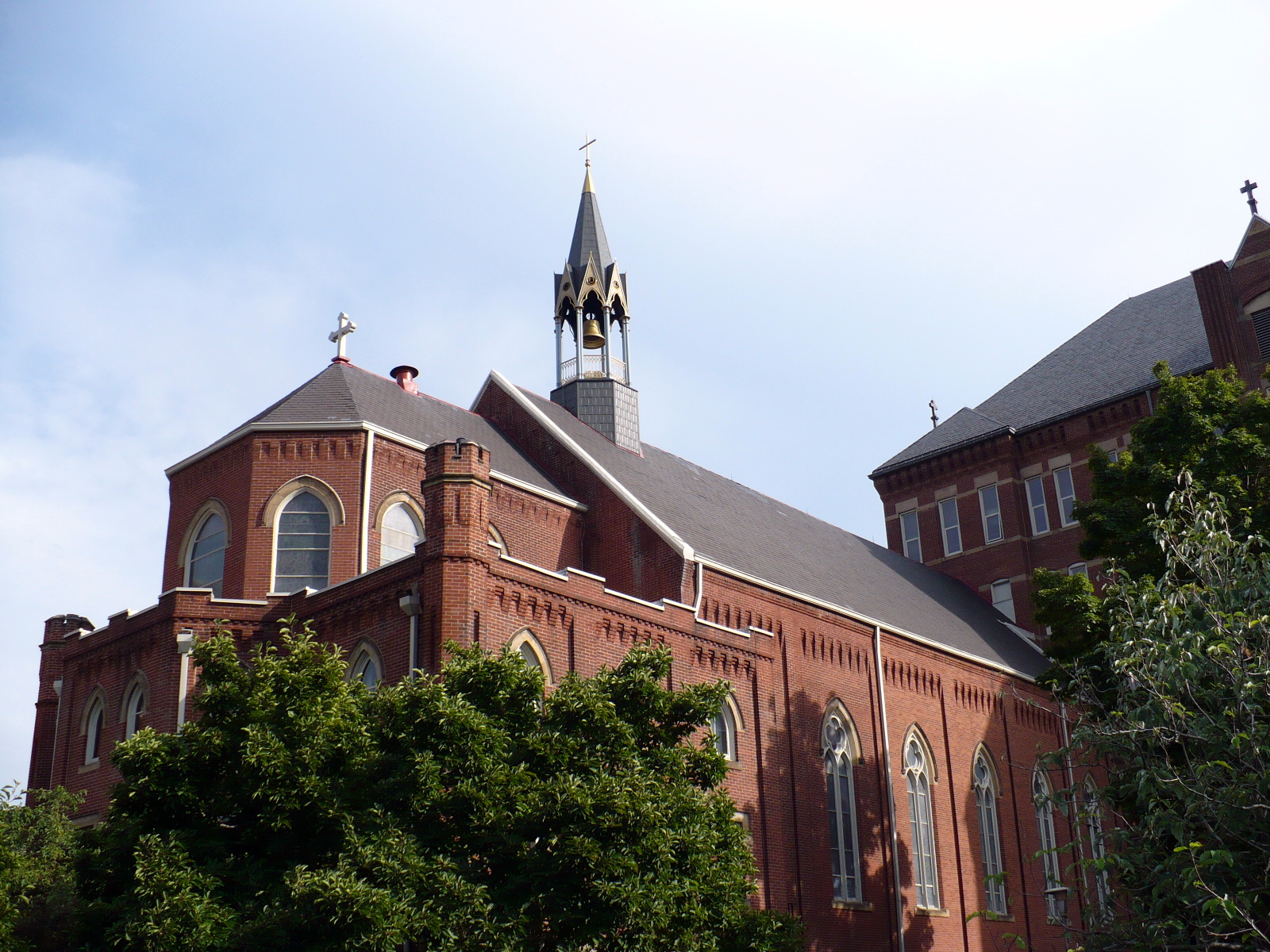
La capilla de la universidad.

La Universidad Duquesne del Espíritu Santo o Universidad Duquesne, como se conoce coloquialmente, es una universidad privada, católica, dirigida por los Espiritanos.

## Historia
Fue fundada el 1 de octubre de 1878 por la Congregación del Espíritu Santo y del Inmaculado Corazón de María (Espiritanos), como Universidad Católica de Pittsburgh, cambiando su nombre al actual el 27 de mayo de 1911, en memoria de Michel-Ange Duquesne de Menneville. Las clases comenzaron impartiéndose en un piso alquilado encima de una panadería de la Avenida Wylie, en el centro de Pittsburgh. El centro educativo puso los estudios universitarios al alcance de los hijos de obreros inmigrantes con escasos recursos académicos. Duquesne fue una de las primeras universidades en matricular mujeres y minorías étnicas.

## Campus
La universidad ocupa 47 acres (unas 19 hectáreas) en la parte alta de Pittsburgh.

## Deportes
Duquesne compite en División I de la NCAA, en la Atlantic 10 Conference, a excepción del equipo de fútbol americano, que lo hace en la Northeast Conference. El programa de baloncesto masculino es el más importante en la actualidad, aunque en el pasado fue el equipo de fútbol americano el que destacaba, ganando el Festival of Palms Bowl de 1934, y el Orange Bowl de 1937. Se denominan los Dukes.